# Grönland politikai élete
Grönland parlamentáris reprezentatív demokrácia, mely csupán néhány kérdésben (kül- és védelempolitika) van alárendelve a dán kormánynak. Az államhatalom a végrehajtói, törvényhozói és bírói hatalomra oszlik meg, melyek teljesen függetlenül működnek egymástól. Grönland 1979 óta rendelkezik belső autonómiával. Az államfő Dánia mindenkori uralkodója. Az uralkodót Grönlandon egy főbiztos képviseli.
2009-ben a grönlandiak megszavazták a Grönland autonómiájának kibővítéséről szóló törvénytervezetet, melyet a Folketing is elfogadott, így az életbe lépett. Grönland politikusainak célja azonban nem a széles körű autonómia, hanem a teljes függetlenség elérése.

## Alkotmány, államforma
Grönland a Dán Királyság autonóm tartománya, ez alapján államformája alkotmányos monarchia. Grönland autonómiáját a 2008-ban elfogadott autonómiatörvény  támasztja alá.

## Törvényhozás, végrehajtás, igazságszolgáltatás

### Viszonya Dániához
Grönland Dánia társországa, autonóm tartománya, korábbi dán gyarmatból alakult át. Grönland teljes belügyi autonómiával rendelkezik, nemzetközi szervezetek (pl.: az Északi Tanács) társult tagja (lehet), így gyakorlatilag nevezhetjük egy Dánián belüli országnak is. A dán kormányzatot Grönlandon egy főbiztos képviseli, míg a grönlandi ügyeket Dánia előtt két szavazati joggal is rendelkező, megválasztott követ képviseli a dán parlamentben, a Folketingben.

### Törvényhozás és végrehajtás
Mivel Grönland Dánia társországa, államfője a dán uralkodó, 1972 óta II. Margit dán királynő, akit a szigeten egy főbiztos képvisel. A végrehajtó hatalom Grönland miniszterelnöke és kormánya kezében van. A miniszterelnök jelenleg Aleqa Hammond, Grönland első női miniszterelnöke. Grönland első miniszterelnöke a dán származású Jonathan Motzfeld volt, aki 1979 és 1991 között kormányozta a dán társországot, a Siumut párt elnökeként. Őt követte a szintén Siumut-os Lars Emil Johansen, aki 1991 és 1997 között töltötte be a kormányfői posztot. 1997 és 2002 között ismét Motzfeld volt a miniszterelnök, akit a 2002-es választások után Hans Enoksen követett. Az egyetlen nem Siumut-os miniszterelnök Kuupik Kleist volt, aki 2009 és 2013 között kormányozta a világ legnagyobb szigetét. A Dánián belüli állam 2013-ban Aleqa Hammondot választotta meg miniszterelnöknek, lemondása után Kim Kielsen lépett a helyébe.
A törvényhozó hatalom az egykamarás, 31 tagú parlament kezében van, melynek tagjait közvetlenül választja a nép. A parlament elnöke Lars Emil Johansen.
Kormánypártok
- Siumut – 10 mandátum
- Partii Naleraq – 3 mandátum
- Szolidaritás (Atassut) – 2 mandátum

Ellenzék
- Inuit Ataqatigiit – 8 mandátum
- Demokraták – 6 mandátum
- Együttműködés Pártja – 1 mandátum

Grönland az Északi Tanács társult tagja.
Grönland vezetői:
- uralkodó: II. Margit dán királynő (1972. január 14. óta)
- főbiztos: Mikaela Engell (2011 óta)
- miniszterelnök: Kim Kielsen (2014. december 10. óta)

## Külpolitika
Grönland mint Dánia része nem rendelkezik önálló külpolitikával, így más államok Dánián keresztül kénytelenek intézni Grönlanddal kapcsolatos ügyeiket. Annak ellenére, hogy az ország nem rendelkezik külpolitikával, társult tagja az Északi Tanácsnak.

## Grönland parlamentjeösszetétele
A törvényhozói hatalmat a 31 fős parlament (grönlandi nyelven: Kalaallit Nunaanni Inatsisartut; dán nyelven: Grønlands Landsting) képviseli, melynek tagjait négy évre közvetlenül választják.
A parlament jelenlegi összetétele:
- Siumut: 10 hely;
- Demokraatit: 7 hely;
- Inuit Ataqatigiit: 7 hely;
- Atassut: 6 hely;
- Kattusseqatigiit: 1 hely.

## Igazságszolgáltatás
A grönlandi legfelsőbb bíróságot Landsretnek hívják.

## Közigazgatási beosztás
Grönland öt községből áll:
- Avannaata község (Északnyugat-Grönland)
- Kujalleq község (Dél-Grönland)
- Qeqertalik község (Nyugat-Grönland)
- Qeqqata község (Nyugat-Grönland)
- Sermersooq község (Dél-Grönland)

## Fordítás
- Ez a szócikk részben vagy egészben  a   Politics of Greenland című angol Wikipédia-szócikk fordításán alapul.  Az eredeti cikk szerkesztőit annak laptörténete sorolja fel. Ez a jelzés csupán a megfogalmazás eredetét és a szerzői jogokat jelzi, nem szolgál a cikkben szereplő információk forrásmegjelöléseként.

## Külső hivatkozások
- Leírás a grönlandi parlamentről (angol nyelven)
- A Siumut párt honlapja (grönlandi, dán nyelven)
- A Demokraatit párt honlapja (grönlandi, dán nyelven)
- Az Inuit Ataqatigiit párt honlapja (grönlandi, dán nyelven
- Az Atassut párt honlapja (grönlandi, dán nyelven
- A Kattusseqatigiit párt honlapja